# Schnappenberg
Der Schnappenberg ist ein 1260 Meter hoher, dem Hochgern nordwestlich vorgelagerter Berg zwischen Marquartstein und Staudach-Egerndach im Chiemgau.
Der vollständig bewaldete Gipfel ist aus dem südöstlichen Sattel zugänglich und stellt selbst kein lohnendes Ausflugsziel dar, hat aber ein kleines Gipfelkreuz. Unterhalb des Gipfels befindet sich jedoch in 1100 Metern Höhe die Schnappenkirche. Diese liegt entlang einer der Aufstiegsrouten zum Hochgern und ist als leichte Wanderung von Marquartstein aus in etwa 90 Minuten zu erreichen. Von dort besteht bei klarem Wetter eine gute Aussicht nach Norden auf Grassau und den Chiemsee.
Der Aufstieg vom Holzlagerplatz in Staudach aus erfordert bei feuchter Witterung an einigen Stellen Trittsicherheit und wurde in den letzten Jahren nicht mehr gepflegt. Diese Route dauert etwa 70 Minuten.
Am Westhang des Schnappenberges kam es 1881, im März 1933 sowie im Dezember 1972 zu teils verheerenden Waldbränden.

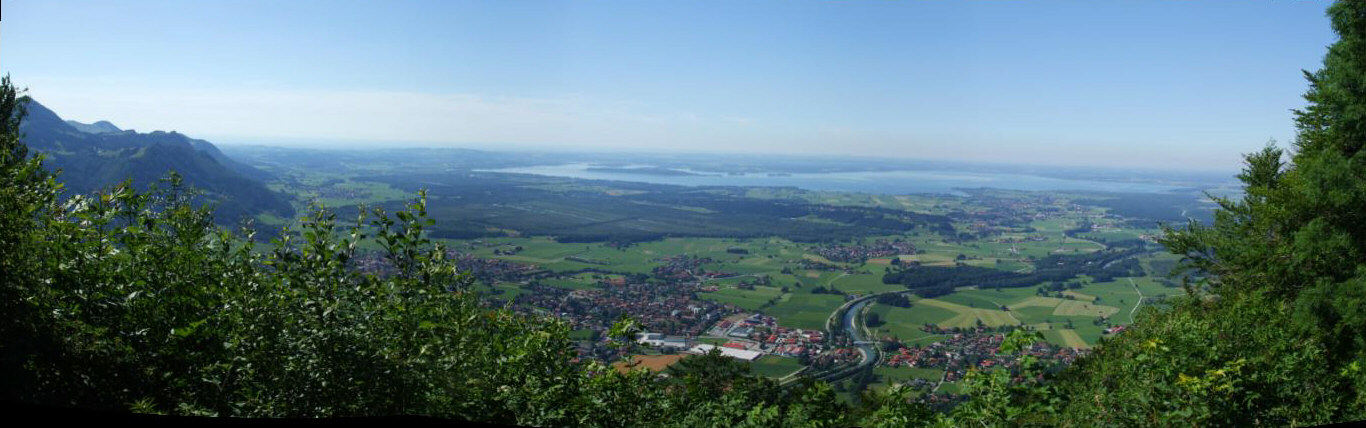
Blick auf den Chiemsee von der Schnappenkirche auf dem Schnappenberg